# أورلاندو ميريكل
أورلاندو ميريكل (بالإنجليزية: Orlando Miracle)‏ كان فريق كرة سلة أمريكي للسيدات تأسس في سنة 1999 وكان مقره يقع في أورلاندو. كان يلعب في الاتحاد الوطني لكرة السلة النسائية. تم حل الفريق في سنة 2002. من لاعباته السابقات كاتي دوغلاس.